# Дипломатична академія України імені Геннадія Удовенка при Міністерстві закордонних справ
Дипломатична академія України імені Геннадія Удовенка при Міністерстві закордонних справ (ДАУ при МЗС) — державний навчально-науковий заклад післядипломної освіти, що здійснює підготовку, перепідготовку та професійне навчання працівників дипломатичної служби і спеціалістів інших державних установ для роботи у сфері міжнародних відносин.
Академія створена у 1995 році відповідно до Указу Президента України «Про державну підготовку спеціалістів для роботи у сфері міжнародних відносин при Міністерстві закордонних справ України» від 30 травня 1995 року № 397/95  [Архівовано 12 січня 2018 у Wayback Machine.]. Перший статут ДАУ був затверджений Постановою Кабінету Міністрів № 779 від 20 липня 1996 року  [Архівовано 21 січня 2017 у Wayback Machine.].
З 2006 року розміщується на Михайлівській площі.
Протягом двадцяти років ДАУ функціонувала як вищий навчальний заклад IV рівня акредитації, здійснюючи підготовку спеціалістів у галузі зовнішньої політики за магістерськими програмами. Постановою Кабінету Міністрів № 920 «Про реорганізацію Дипломатичної академії України при Міністерстві закордонних справ» від 7 грудня 2016 року [Архівовано 12 січня 2018 у Wayback Machine.] відбулося її перетворення у державний навчально-науковий заклад післядипломної освіти «Дипломатична академія України імені Геннадія Удовенка при Міністерстві закордонних справ».
1 липня 2017 року затверджено новий Статут і структуру ДАУ. Оновлена Дипломатична академія імені Геннадія Удовенка стала школою професійної дипломатії, центром професійного навчання та підготовки співробітників дипломатичної служби та інших державних службовців, які працюють у сфері зовнішніх зносин у центральних органах виконавчої влади, в Офісі Президента України, Секретаріаті Кабінету Міністрів, Апараті Верховної Ради України.
Щорічно Дипломатична академія України забезпечує професійне навчання посадових осіб дипломатичної служби, сприяючи розвитку їхніх компетенцій та мовної підготовки. Академія є ключовим інструментом у підготовці кадрів для дипломатичної служби, особливо в умовах сучасних геополітичних викликів.
Активна міжнародна співпраця ДАУ є важливим елементом її успіху. Академія уклала понад 100 меморандумів та протоколів з дипломатичними академіями, інститутами та службами МЗС країн світу. Це дозволяє забезпечити постійний обмін навчально-методичними матеріалами, організовувати спільні науково-практичні заходи та взаємний обмін викладачами і слухачами. Співпраця з 64 національними організаціями та установами допомагає інтегрувати найкращі практики національного рівня, зміцнюючи професійну підготовку українських дипломатів і підвищуючи ефективність зовнішньої політики.
Окрім того, Дипломатична академія України є важливим майданчиком для аналізу, обміну ідеями та проведення дискусій з широкого спектра питань зовнішньої політики. Завдяки запровадженню новітніх програм підготовки дипломатів, використанню сучасних технологій для визначення рівня знань іноземних мов та клубного формату зустрічей з відомими експертами, фахівцями та митцями, Академія стала важливим осередком професійного розвитку. До співпраці залучено найдосвідченіших дипломатів і впливових партнерів, що активізує обмін досвідом та сприяє формуванню сучасного дипломатичного потенціалу.
Академія також активно реалізує публічну дипломатію, залучаючи широку аудиторію до дискусій і публічних заходів, що сприяють глибшому розумінню української зовнішньої політики та культурного контексту. Це включає організацію культурних, освітніх і публічних заходів, які не лише підвищують професіоналізм дипломатів, а й активно підтримують імідж України на міжнародній арені.

## Структура ДАУ
Завдання з реалізації навчально-наукового, інформаційного та дослідницького напрямів покладено на чотири центри:
- Центр мовної підготовки
- Центр професійної підготовки
- Центр публічної дипломатії
- Центр міжнародних досліджень та цифрової дипломатії

З 25 листопада 2020 року Дипломатичну академію України імені Геннадія Удовенка при МЗС очолює відомий український дипломат, Надзвичайний і Повноважний Посол України Геннадій Надоленко.

## Про перспективи Академії
Міністр закордонних справ України Андрій Сибіга під час публічного інтерв’ю в рамках проєкту «Нова країна», присвяченого темі «Геополітичні виклики та перспективи 2025», представив своє бачення реформування дипломатичної служби та розвитку Дипломатичної академії України.
Міністр зазначив, що Україна заслуговує на сильну та професійну дипломатичну службу, здатну ефективно виконувати завдання в умовах сучасних викликів:
«Щоб успішно виконувати завдання, необхідно забезпечити відповідний набір елементів: професіоналізм, знання регіонів, матеріально-технічну базу та мотивацію. Дуже важливо, щоб люди були мотивовані й відчували свою причетність до творення історії для захисту національних інтересів держави».
Стосовно реформування Міністерства закордонних справ, Сибіга зауважив, що вже оновлено керівний склад відомства, а на черзі — реформа центрального апарату, спрямована на адаптацію до умов війни:
«Ці нововведення будуть спрямовані на адаптацію центрального апарату, а далі й закордонних установ до реалій війни. Усе має бути підпорядковано досягненню справедливого миру та забезпеченню нашої стійкості. Від посла до аташе, усі повинні знати калібри озброєння та орієнтуватися у військових спроможностях краще, ніж місцеві представники».
Особливу увагу міністр приділив ролі Дипломатичної академії:
«Дуже хочеться, щоб Академія мала достатньо спроможностей не лише для тренінгів, а й для повноцінної підготовки дипломатів усіх рівнів, у тому числі вищого рангу. Її програми мають відповідати сучасним геополітичним реаліям. Я виступаю за посилення ролі Академії, її адаптацію до умов, у яких живе Україна, та відновлення магістерських програм для підготовки висококваліфікованих фахівців».

## Список керівників Академії (1996-2024)

### Ректори Академії
•	Гуменюк Борис Іванович (1996–2003)
	•	Кулінич Микола Андрійович (2003–2007)
	•	Гуменюк Борис Іванович (2007–2012)
	•	Татаренко Наталія Олексіївна (лютий 2012–березень 2013)
	•	Кулініч Микола Андрійович (квітень 2013–2016)
	•	Ціватий В’ячеслав Григорович (грудень 2016–лютий 2017)

### Директори Академії
•	Корсунський Сергій Володимирович (2017–2020)
	•	Надоленко Геннадій Олексійович (2020–)

## Документи
- Указ Президента України «Про державну підготовку спеціалістів для роботи у сфері міжнародних відносин при Міністерстві закордонних справ України» від 30 травня 1995 року N 397/95  [Архівовано 12 січня 2018 у Wayback Machine.]
- Постанова КМУ № 779 від 20 липня 1996 р. Про Дипломатичну академію України при Міністерстві закордонних справ  [Архівовано 21 січня 2017 у Wayback Machine.]
- Постанова Кабінету Міністрів України від 07 грудня 2016 року № 920 Про реорганізацію Дипломатичної академії України при Міністерстві закордонних справ  [Архівовано 29 січня 2019 у Wayback Machine.]
- Закон України «Про дипломатичну службу» від 20 вересня 2001 р. № 2728-III (діє відповідно до змін, внесених згідно із Законом № 2148-VIII від 03.10.2017) [Архівовано 11 березня 2016 у Wayback Machine.]
- Закон України «Про державну службу» від 16.12. 1993 р. № 3723-ХІІ (діє відповідно до змін, внесених згідно із Законом № 2148-VIII від 03.10.2017)  [Архівовано 12 січня 2018 у Wayback Machine.]